# Kid Galahad
Kid Galahad es una película musical estadounidense estrenada en 1962 y protagonizada por Elvis Presley como boxeador. Fue producida por United Artists. La película ocupó el puesto número 9 en los registros de box office cuándo fue estrenada en los Estados Unidos. La revista Variety posicionó el film en la lista de películas más taquilleras de 1962, respectivamente, en el puesto 37.
Kid Galahad  fue grabada en Idyllwild, California. Su reparto de apoyo se conformó por Gig Young, Lola Albright y Charles Bronson. 
La película es un remake de la versión original estrenada en 1937 que fue protagonizada Edward G. Robinson, Bette Davis, y Humphrey Bogart y dirigido por Michael Curtiz.

## Argumento
Willy Grogan es un pequeño promotor de boxeo establecido en la región turística de Catskills en Cream Valley, Nueva York. Es dueño de la posada de los Jardines Gaélicos de Grogan. Es un hombre despreciable y está endeudado y presta poca atención a la mujer que lo ama, Dolly. Entre sus amigos se encuentra Walter Gulick, un joven recién licenciado del ejército que ama reparar coches viejos. El simple objetivo de Walter es entrar en el negocio como mecánico en un garaje cercano.
La hermana menor de Willy, Rose, aparece inesperadamente. Ella y Walter se llevan bien inmediatamente. El obsesivamente protector Willy no quiere que su hermana menor se enamore de un mecánico. Dolly envidia el romance de la joven pareja y resiente la interferencia de Willy.
Un día, Walter, necesitado de trabajo, acepta una oferta de cinco dólares para ser un sparring y se convierte en uno de los mejores boxeadores de Willy. Willy es persuadido para que deje que este "Galahad" se arriesgue en un cuadrilátero legítimo. Ambos hombres son reacios, pero cada uno necesita el dinero. Walter comienza a entrenar bajo la mirada vigilante del mejor entrenador de Willy, Lew.
Después de varios éxitos en el ring, Walter está listo para su mayor pelea. Los gánsteres quieren que se zambulla para que Willy pueda pagar sus deudas con ellos, pero "Galahad" lanza su músculo detrás de Willy y sale victorioso. Gana la gran pelea contra Ramón "Sugar Boy" Romero así como la aprobación de Willy, retirándose invicto a su coche de época y a su nuevo amor.

## Reparto
- Elvis Presley como Walter Gulick.
- Gig Young como Willy Grogan.
- Lola Albright como Dolly Fletcher.
- Joan Blackman como Rose Grogan.
- Charles Bronson como Lew Nyack.
- David Lewis como Otto Danzig.
- Robert Emhardt como Maynard.
- Roy Roberts cuando Jerry Bathgate.
- Liam Redmond como Padre Higgins.
- Judson Pratt como Howard Zimmerman.
- Ned Vaso como Max Lieberman.
- Ed Asner como Frank Gerson.
- Rojo Del oeste como Adversario.
- Michael Dante como Joie Sacudidas.
- Richard Devon como Marvin.
- Blando Callahan como Árbitro de Lucha de Romero.
- Orlando de la Fuente como Ramon "Sugarboy" Romero.[1]
- George J. Lewis como Entrenador de Romero.
- Harold 'Tommy' Hart como Tommy Hart/Árbitro.[2]

## Recepción
Bosley Crowther de The New York Times sugirió que Presley fue mal visto como boxeador, escribiendo que "ciertamente no era un modelo para una estatua de Hércules, y su habilidad para proyectar una ilusión de ferocidad era de muy bajo grado". Sin embargo, encontró que la película era un entretenimiento moderadamente genial. "No es explosiva, pero tiene la alegre cima de un artificio ligeramente romántico que oscila entre la comedia y la parodia. Por ello, podemos agradecer a los otros actores que han interpretado sus papeles ardientemente y a Phil Karlson, que ha dirigido a un ritmo rápido y engañoso".
Harrison's Reports calificó la película como "buena" y se hizo eco de la crítica de Crowther al escribir que "Presley está rodeado de gente muy agradable. Al prestarle apoyo, le dan fuerza a una historia común y corriente que se desarrolla con una simplicidad de atractivo y un abundante residuo de entretenimiento. La película logra dar un relato agradable de sí misma"." Una nota menos positiva en Variety se lee: "La historia puede ser vieja, la dirección no especialmente perceptiva, las actuaciones en varios casos bastante pobres, pero el 'Kid Galahad' de United Artists es propenso a ser una fuente de dinero a pesar de todo esto." John L. Scott en el Los Angeles Times llamó a la historia "sombrero viejo" pero pensó que "debería satisfacer a la horda de fans de Presley"." The Monthly Film Bulletin escribió: "Si el ingenio y la inteligencia prodigados en los excelentes diálogos se hubieran utilizado también para dar una pizca de ingenio a la trama o un destello momentáneo a la letra, esta habría sido una comedia mucho más divertida . Elvis Presley repite la amable actuación de patán que hizo recientemente en Follow That Dream, pero no es ni mucho menos tan divertida, en parte porque sus oportunidades de comedia son menores, pero sobre todo porque es difícil reírse continuamente de alguien cuya cara se ve un par de veces magullada y sangrando en el ring".